# William Stokoe
William C. Stokoe (21. června 1919, Lancaster, New Hampshire, USA – 4. dubna 2000, Chevy Chase, Maryland) byl americký vědec, vyučoval na Gallaudetově Univerzitě a zkoumal americký znakový jazyk. V roce 1960 vydal studii s názvem Sign Language Structure, která byla úplně první lingvistickou analýzou znakového jazyka - v tomto případě amerického znakového jazyka (ASL).
Na americkém znakovém jazyce dokázal, že znakový jazyk má stejné rysy jako mluvené jazyky, tj. arbitrárnost a dvojí členění. Poprvé použil pojem cherologie a cherémy (název odvozen z řeckého chéri - ruka), které jsou ve znakovém jazyce obdobou výrazů pro fonologii a fonémy. Avšak sám od používání těchto termínů později upustil. Pravděpodobně k tomu vedla snaha zdůraznit podobu mezi mluvenými a znakovými jazyky.
V roce 1972 založil časopis Sign Language Studies pro publikaci vědeckých článků o znakových jazycích.

## Parametry znaku
Definoval tři základní parametry (komponenty/aspekty) znaku znakového jazyka a to: tvar ruky, místo artikulace a pohyb. Později byly definovány i další parametry. Později byly definovány i další parametry, tj. orientace dlaně a prstů a kontakt. Tyto komponenty existují simultánně, tzn. že se vrší na sebe a jsou prováděny všechny najednou. Na rozdíl od toho v mluvených jazycích řadíme komponenty za sebe. "Např. slovo "muž" se skládá ze tří lineárně řazených fonémů M - U - Ž. Naproti tomu u znaku MUŽ vnímáme (nebo produkujeme) v jednom okamžiku všechny komponenty znaku: Pravá ruka s nataženou dlaní směřující dolů a prsty orientovanými doleva se hřbetem dotýká brady a vykonává krátké pohyby ze strany na stranu."
Pro americký znakový jazyk vymezil 19 tvarů ruky, 12 míst artikulace znaku a 24 pohybů.

## Notační systém
Protože jsou komponenty znaků produkovány najednou a nelze je oddělit, vytvořil Stokoe pro jejich zápis vlastní notační systém (Stokoe's Notation System - SNS). Tento systém se stal základem pro další notace, které byly modifikovány podle výzkumů různých národních znakových jazyků.
Z modifikace pro britský znakový jazyk vytvořila roku 1996 Alena Macurová notaci pro český znakový jazyk.

## Dílo
- Sign Language Structure
- A Dictionary of American Sign Language on Linguistic Principles
- Semiotics and Human Sign Languages
- Sign and Culture: A Eeader for Students of American Sign Language
- Language in Hand: Why Sign Came Before Speech